# Flugunfall einer Vickers Viking in London 1958
Der Flugunfall einer Vickers Viking in London 1958 ereignete sich am 2. September 1958. An diesem Tag stürzte eine auf dem Flughafen London Heathrow gestartete Vickers 621 Viking 1 der Independent Air Travel, die kurz nach dem Start wegen Triebwerksproblemen zum Startflughafen umgekehrt war, im Stadtgebiet von London ab. Ursprünglich hätte die Maschine mit Zwischenlandungen in Nizza, Brindisi und Athen zum Flughafen Tel Aviv-Lod in Israel fliegen sollen. Bei dem Unfall kamen alle drei Insassen der Maschine ums Leben, außerdem starben vier Personen am Boden.

## Maschine
Die zum Unfallzeitpunkt zwölf Jahre alte Maschine war 1946 mit der Seriennummer 127 als Typ Vickers 621 Viking 1A endmontiert worden und hatte ihren Erstflug am 11. September 1946 absolviert. Sie wurde sodann am 19. September 1946 mit dem Luftfahrzeugkennzeichen G-AIJE auf Vickers-Armstrong zugelassen, ehe sie am 27. September 1946 wieder aus dem zivilen Zulassungsregister gestrichen wurde. Die Maschine wurde sodann an die Royal Air Force ausgeliefert, bei welcher sie das militärische Luftfahrzeugkennzeichen VL226 erhielt und fortan für militärische VIP-Flüge genutzt wurde. Am 20. Januar 1948 wurde die Maschine wieder mit ihrem ursprünglichen zivilen Luftfahrzeugkennzeichen G-AIJE auf das Ministry of Supply registriert. Am 13. Dezember 1956 wurde die Maschine erneut mit dem militärischen Kennzeichen VL226 auf die Royal Air Force zugelassen. Es folgte im Jahr 1957 ein Umbau der Maschine zum Flugzeugtyp Vickers 621 Viking 1. Am 19. September 1957 wurde die Maschine schließlich an die Independent Air Travel verkauft, bei welcher sie wieder ihr ursprüngliches, ziviles Kennzeichen G-AIJE erhielt. Das zweimotorige Kurzstreckenflugzeug war mit zwei luftgekühlten 14-Zylinder-Sternmotoren des Typs Bristol Hercules 130 ausgerüstet. Seit ihrer Inbetriebnahme hatte die Maschine eine Gesamtbetriebsleistung von 2.319 Betriebsstunden absolviert.

## Insassen
Auf dem Frachtflug am 2. September 1958 befand sich lediglich eine dreiköpfige Besatzung an Bord der Maschine, bestehend aus einem Flugkapitän, einem Ersten Offizier und einem Flugingenieur.
- Der Flugkapitän galt mit 13.000 absolvierten Flugstunden bei der Royal Air Force und BOAC als sehr flugerfahren. Aufgrund einer Streptokokkeninfektion war er vom 17. bis 26. August 1958 krankgeschrieben.
- Der Erste Offizier verfügte über weniger als 1.000 Stunden Flugerfahrung, wovon die meisten Stunden auf Kleinflugzeuge entfielen und er lediglich 24 Flugstunden in zweimotorigen und damit größeren Maschinen absolviert hatte.
- Der Flugingenieur arbeitete erst seit drei Wochen für die Fluggesellschaft. Ein erfahrenerer Flugingenieur der Fluggesellschaft gab später zu Protokoll, er hätte dem Flugkapitän mitgeteilt, dieser solle den Flugingenieur im Auge behalten.

## Fracht
Im Frachtabteil der Maschine befanden sich zwei Flugzeugtriebwerke des Typs Bristol Proteus, die ordnungsgemäß an Transportgestellen festgebunden und gesichert waren.

## Unfallhergang
Die Maschine hob um 05:54 Uhr Ortszeit zum Flug ab. Als sich die Maschine um 06:09 Uhr etwa zehn Meilen südöstlich von Dunsfold befand, meldete der Flugkapitän Triebwerksprobleme und erbat eine Freigabe zur Umkehr zum Blackbushe Airport für eine Notlandung und erkundigte sich nach dem Wetterbericht für diesen Flughafen. Die Flugsicherung entgegnete, dass die Maschine auf dem Rückkehrflug nach Dunsfold eine Höhe von 7.000 Fuß halten solle. Um 06:11 Uhr erkundigte sich die Flugsicherung, ob der Kapitän den Propeller des schadhaften Triebwerks in die Segelstellung gebracht hatte, woraufhin dieser entgegnete, dass er das Triebwerk lediglich heruntergefahren habe. Die Besatzung erhielt die Freigabe, auf 5.000 Fuß zu sinken, außerdem wurde den Piloten mitgeteilt, dass sie anschließend, nach einem Fortsetzen des Sinkfluges, das Funkfeuer von Blackbushe in einer Höhe von 3.000 Fuß überfliegen sollten. Um 06:16 Uhr teilte der Flugkapitän mit, dass er den Propeller des steuerbordseitigen Triebwerks in die Segelstellung gebracht habe und betonte, dass er es für die Landung in Blackbushe zu einem späteren Zeitpunkt erneut starten würde.
Nachdem die Maschine an Dunsfold vorbeigeflogen war, wurden die Piloten angewiesen, Kurs auf das Funkfeuer von Blackbushe zu nehmen und die dortige Flugsicherung zu kontaktieren. Zu diesem Zeitpunkt hätte das Flugzeug einen nordwestlichen Kurs einschlagen sollen, aber stattdessen war der Kurs der Maschine nach Osten von Norden in Richtung Epsom gerichtet, was eine Kursverfehlung von etwa 70 Grad ergab.
Der Kapitän meldete sich bei der Flugsicherung in Blackbushe und erhielt eine Freigabe, das Funkfeuer in einer Höhe 3.000 Fuß zu überfliegen. Ungefähr zu dieser Zeit konnte der Fluglotse des Londoner Flughafens, der die Maschine auf dem Hinflug gelotst hatte, auf dem Radar erkennen, dass sich das Flugzeug auf dem falschen Kurs befand und sich Epsom näherte. Der Lotse in Epsom wurde informiert und vereinbarte mit der Flugsicherung in Blackbushe, dass die Position der Viking überprüft werde, bevor die Freigabe für einen Sinkflug auf eine Höhe von weniger als 3.000 Fuß erteilt werden sollte. Auf die Anfrage um 06:22 Uhr, ob er sich auf dem Kurs befinde, antwortete, der Kapitän, dass er das Funkfeuer ansteuere und eine Kurve für den Anflug fliegen werde. Um 06:24 Uhr fragte er nach den QDM-Werten für eine Funkpeilung, die ihm daraufhin übermittelt wurden, außerdem wurde ihm ein Ground Controlled Approach (GCA) angeboten. Zu diesem Zeitpunkt gab es erste Hinweise darauf, dass die Maschine sich in ernsthaften Schwierigkeiten befand – so berichtete der Flugkapitän, dass er einen Propeller in die Segelstellung gebracht habe und dass er Schwierigkeiten habe, diesen wieder aus der Segelstellung herauszubringen. Wie sich später herausstellte, war der Verstellmotor des steuerbordseitigen Propellers durchgebrannt. Zwei Minuten später berichtete, der Kapitän, dass er sich zehn Meilen östlich von Blackbushe befinde und dass er Schwierigkeiten habe, mit der Maschine die Flughöhe zu halten. Er gab dann als Flughöhe 1.000 Fuß an, korrigierte diese Angabe jedoch augenblicklich auf 800 Fuß. Es folgte eine Reihe von Funksprüchen, bei denen der Flugkapitän QDM-Werte anforderte, während der Lotse, der den GCA begleiten sollte, erfolglos versuchte ihn zu erreichen. Um 06:27 Uhr gab der Flugkapitän die Flughöhe mit 500 Fuß an und nur eine Minute später, als er angab, er befände sich fünf Meilen von Blackbushe entfernt, waren es 400 Fuß. Tatsächlich befand sich die Maschine zu diesem Zeitpunkt 20 Meilen von Blackbushe und drehte nach Norden ab. Um 06:30 Uhr hatte offenbar der Erste Offizier die Kontrolle über die Maschine übernommen und die Flughöhe mit 200 Fuß angegeben. Die Besatzung erhielt noch eine Reihe von Funkpeilungen, war jedoch nicht mehr in der Lage, den Kurs der Maschine zu kontrollieren. Der Erste Offizier äußerte über Funk, dass man sich über einer Stadt befinde. Um 06:32 Uhr erklärte er Luftnotlage. Augenzeugen gaben später zu Protokoll, dass die Maschine zu diesem Zeitpunkt in geringer Höhe nur mit dem backbordseitigen Triebwerk geflogen wurde, während der Propeller des steuerbordseitigen Triebwerks sich in der Segelstellung befand. Die Maschine kollidierte bei Kelvin Gardens, Southall mit einer Häuserreihe, wobei alle drei Insassen der Viking sowie vier Personen am Boden getötet wurden.

## Unfallursache
Als unfallursächlich wurde der Kontrollverlust durch die Piloten angesehen, zu dem es gekommen war, nachdem zugelassen wurde, dass die Maschine an Höhe und Fluggeschwindigkeit verlor. Das Handeln der Piloten sowie die gesamte Ereigniskette seien das Resultat einer Firmenpolitik gewesen, die darauf beruhte, Maschinen und deren Besatzungen vorsätzlich ungeachtet grundlegender rechtlicher Bestimmungen hinsichtlich der Betriebssicherheit, der Wartungsvorschriften und Ruhezeiten einzusetzen. Die Maschine sei überladen und in der Vergangenheit von unqualifiziertem Personal gewartet worden. Der Kapitän sei zum Unfallzeitpunkt bereits 31 Stunden und 30 Minuten im Dienst gewesen, obwohl die rechtlichen Vorschriften maximal 16-Stunden-Schichten zuließen. Die Handlungen des Kapitäns sollten daher als die eines Angestellten angesehen werden, der einer unverhältnismäßigen Arbeitsbelastung ausgesetzt war.